# Katarzyna Kasprowicz
Katarzyna Kasprowicz (ur. 14 maja 1976) – polska judoczka.
Była zawodniczka klubów: KSZO Ostrowiec Świętokrzyski (1994-1995), UMKS Ostrowia Ostrowiec Świętokrzyski (1995), KS AZS-AWF Wrocław (1996), KS AZS AWFiS Gdańsk (1996-1999). Dwukrotna brązowa medalistka mistrzostw Polski seniorek w kategorii do 48 kg (1997, 1998).